# Stephan Käfer
Stephan Käfer (* 29. April 1975 in Mainz) ist ein deutscher Schauspieler.

## Leben
Stephan Käfer wuchs in Mainz auf und absolvierte nach seinem Schulabschluss zunächst eine Ausbildung zum Reisekaufmann.
Käfer nahm im Jahr 2009 erstmals privaten Schauspielunterricht und besuchte anschließend mehrere Workshops in Los Angeles, München, Köln, Hamburg und Berlin. Er hat als Schauspieler vor der Kamera in bislang mehr als 30 Film-und-Fernsehproduktionen mitgewirkt. Von Mai 2010 bis Oktober 2011 verkörperte er Prinz Philipp zu Hohenfelden in der ARD-Vorabendserie Verbotene Liebe. Von November 2013 bis Februar 2014 spielte er in der RTL-Vorabendserie Unter uns die Rolle des Florian Stein. In der ARD-Telenovela Sturm der Liebe war er im Sommer 2020 sowie auch von Ende 2021 bis Anfang 2022 als Schönheitschirurg Karl Kalenberg zu sehen. Er wirkte auch in mehreren italienischsprachigen Produktionen mit.
Käfer lebt in Baden-Baden. Neben seiner Muttersprache Deutsch spricht er auch fließend Englisch und Italienisch.

## Filmografie (Auswahl)
- 2003: My Time
- 2003: Seven hours ago
- 2009: Lenßen & Partner (Fernsehserie, 1 Folge)
- 2009: Helfen Sie mir! (Fernsehserie, 1 Folge)
- 2010: Rosa Roth (Fernsehserie, 1 Folge)
- 2010–2011: Verbotene Liebe (Fernsehserie)
- 2011: Pupetta il coraggio e la passione
- 2012: Heiter bis tödlich: Henker & Richter (Fernsehserie, 1 Folge)
- 2012: SOKO Stuttgart (Fernsehserie, 1 Folge)
- 2012–2013: Il peccato e la vergogna 2
- 2013–2014: Unter uns (Fernsehserie)
- 2013: Ein Fall für zwei (Fernsehserie, 1 Folge)
- 2014: Un matrimonio da favola
- 2014: Liebe kommt nach dem Fall
- 2015: Non è stato mio figlio
- 2015: Mila (Fernsehserie, 2 Folgen)
- 2016: Heldt (Fernsehserie, 1 Folge)
- 2017: In aller Freundschaft – Die jungen Ärzte (Fernsehserie, 1 Folge)
- 2018: Morden im Norden (Fernsehserie, 1 Folge)
- 2018–2020: Die Rosenheim-Cops (Fernsehserie, 2 Folgen)
- 2019: The Blacklist (Fernsehserie, Folge 6x22)
- 2020, 2021–2022: Sturm der Liebe (Fernsehserie)
- 2020: Marvel’s Agents of S.H.I.E.L.D.